# اکسوس اروسپیس
اکسوس اروسپیس (انگلیسی: Exos Aerospace) شرکت هوافضای آمریکایی است، که در سال ۲۰۱۴ تأسیس شد.